# Stazione di Avigliano Lucania
Stazione di Avigliano Lucania vasútállomás Olaszországban, Avigliano településen.

## Vasútvonalak
Az állomást az alábbi vasútvonalak érintik:
- Foggia-Potenza-vasútvonal
- Altamura–Avigliano–Potenza-vasútvonal

## Kapcsolódó állomások
A vasútállomáshoz az alábbi állomások vannak a legközelebb:
- Stazione di Tiera
- Stazione di Pietragalla
- San Nicola railway station (Stazione di Altamura (FAL), Altamura–Avigliano–Potenza-vasútvonal)